# Нікколо II Санудо
Нікколо II Спеццабанда (італ. Niccolò II Sanudo; д/н — 1374) — 8-й герцог Архіпелагу (Наксосу) в 1364—1371 роках. Прізвисько «Спеццабанда» перекладається як «Розсіювач ворогів».

## Життєпис
Походив з венеційського патриціанського роду Санудо. її молодшої гілки, що почалася від Марко, сеньйора Грідіа, син герцога Марко II. Син Гульельмаццо Санудо, сеньйора Грідіа.
Брав участь у численних морських походах венеційців, переважно з о. Крит, проти Османської держави. За розповідями одного разу під час бою особисто вбив 10 капітанів турецьких галер. За переказами турецькі корсари, вирушаючи у море, зверталися з молитвою, щоб захиститися від кораблетрощі та Спеццабанди.
У 1364 році за сприяння Венеції одружився з Флоренцою, герцогинею Архіпелагу, ставши її співправителем. У 1371 році після смерті дружини втратив титул герцога, але отримав посаду регента при малолітньому пасорбку Нікколо III. Скориставшись своїм становищем, він від його імені передав своїй дочці Марії острів Андрос. Помер 1374 року.

## Родина
1. Дружина — ім'я невідоме.
Діти:
- Анджелетто, сеньйор половини Хіосу

2. Дружина — Флоренца Санудо, герцогиня Архіпелагу.
Діти:
- Марія (д/н—1426), дружина Гаспаро Соммаріпа.
- Єлизавета